# 이고리 네토
이고리 알렉산드로비치 네토(러시아어: И́горь Алекса́ндрович Не́тто, 1930년 1월 9일~1999년 3월 30일)는 소련의 축구 선수, 감독이다. 소련 역사상 가장 위대한 축구 선수 중 한 명으로 1950~60년대 스파르타크 모스크바와 소련 국가대표팀의 중앙 미드필더와 레프트백을 맡았다. 그는 소련 국가대표 선수로서 FIFA 월드컵에 2회 참가하였으며, 1956년 하계 올림픽에서 금메달을 획득했다. 또한 초대 유럽 축구 선수권 대회인 1960년 유러피언 네이션스컵에서 우승을 차지했다.
은퇴 후 축구 감독으로 활동하여 현역 시절에 뛰었던 스파르타크 모스크바의 코치와 이란 축구 국가대표팀의 감독을 맡기도 했다.